# Charles H. Wilson

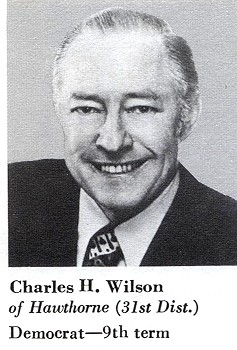
Charles H. Wilson (1979)

Charles Herbert Wilson (* 15. Februar 1917 in Magna, Utah; † 21. Juli 1984 in Clinton, Maryland) war ein US-amerikanischer Politiker. Zwischen 1963 und 1981 vertrat er den Bundesstaat Kalifornien im US-Repräsentantenhaus.

## Werdegang
Im Jahr 1922 zog Charles Wilson mit seinen Eltern nach Los Angeles, wo er die öffentlichen Schulen besuchte. Zwischen 1935 und 1942 arbeitete er als Bankangestellter. Während des Zweiten Weltkrieges war Wilson Stabsfeldwebel in der US Army. Dabei war er auf dem europäischen Kriegsschauplatz eingesetzt. Nach dem Krieg gründete Wilson in Los Angeles eine Versicherungsagentur. Gleichzeitig schlug er als Mitglied der Demokratischen Partei eine politische Laufbahn ein. Zwischen 1954 und 1962 war er Abgeordneter in der California State Assembly.
Bei den Kongresswahlen des Jahres 1962 wurde Wilson im damals neu eingerichteten 31. Wahlbezirk von Kalifornien in das US-Repräsentantenhaus in Washington, D.C. gewählt, wo er am 3. Januar 1963 sein neues Mandat antrat. Nach acht Wiederwahlen konnte er bis zum 3. Januar 1981 neun Legislaturperioden im Kongress absolvieren. In diese Zeit fielen das Ende des Vietnamkrieges und der Bürgerrechtsbewegung sowie im Jahr 1974 die Watergate-Affäre. 1980 wurde Wilson von der Kongressverwaltung wegen finanzieller Verstrickungen in den Koreagate-Skandal abgemahnt. Im selben Jahr wurde er von seiner Partei nicht mehr zur Wiederwahl nominiert. Nach dem Ende seiner Zeit im US-Repräsentantenhaus zog sich Wilson in den Ruhestand zyrück. Er starb am 21. Juli 1984 in Clinton.